# Delahaye Type 84
Der Delahaye Type 84 ist ein Pkw-Modell der Zwischenkriegszeit. Hersteller war Automobiles Delahaye in Frankreich.

## Beschreibung
Die erste Ausführung Type 84 wurde ab 1919 hergestellt. Ein Fahrzeug stand 1920 auf dem Brüsseler Automobilsalon. Der Vierzylinder-Ottomotor war in Frankreich mit 14–18 CV eingestuft. Er hat mit 85 mm Bohrung und 130 mm Hub die gleichen Zylinderabmessungen wie das Sechszylindermodell Delahaye Type 82, was 2951 cm³ Hubraum ergibt. Er leistet 40 PS. Er ist vorn im Fahrgestell eingebaut und treibt die Hinterachse an. Bei den ersten Fahrzeug ist der Radstand 3235 mm lang. Ab 1921 war eine längere und breitere Version erhältlich. Alternativ werden 3210 mm, 3240 mm und 3550 mm Radstand genannt. Bis zur Einstellung 1922 wurden 1231 Fahrzeuge gefertigt. Abbildungen zeigen  Tourenwagen, Limousinen und Landaulets. 1921 nahmen drei Fahrzeuge an einem Wettbewerb in Le Mans teil, bei dem es um einen niedrigen Kraftstoffverbrauch ging, und sie erzielten den ersten, dritten und sechsten Platz in ihrer Klasse.
1922 folgte der Type 84 N, wobei das N für Nouveau (neu) stand. Er wurde im selben Jahr auf dem Pariser Autosalon präsentiert. Eine der Veränderungen war eine Einscheibenkupplung.  Die Motorleistung wurde auf 48 PS gesteigert. Damit sind 70 km/h Höchstgeschwindigkeit möglich. Bis 1924 entstanden 304 oder 309 Fahrzeuge. Der längste Radstand betrug 3675 mm.
Der Type 84 i ist ein kleines Nutzfahrzeug auf Basis der Pkw. Er stand von 1924 bis 1927 im Sortiment. Er hat 1,2 Tonnen Nutzlast.
Es gab auch Feuerwehrfahrzeuge.